# Musée d'archéologie de Kertch
Le musée d'archéologie de Kertch (en ukrainien : Керченський історико-археологічний музей et russe : Керченский историко-археологический музей) à Kertch se situe au 4 de la rue Lanzheronovskaya.

## Historique
Fondé en 1826 sur la collection privée de Paul Du Brux par  Ivan Blaramberg, qui en devint le premier directeur et Anton Achik en était le réalisateur.

## Images

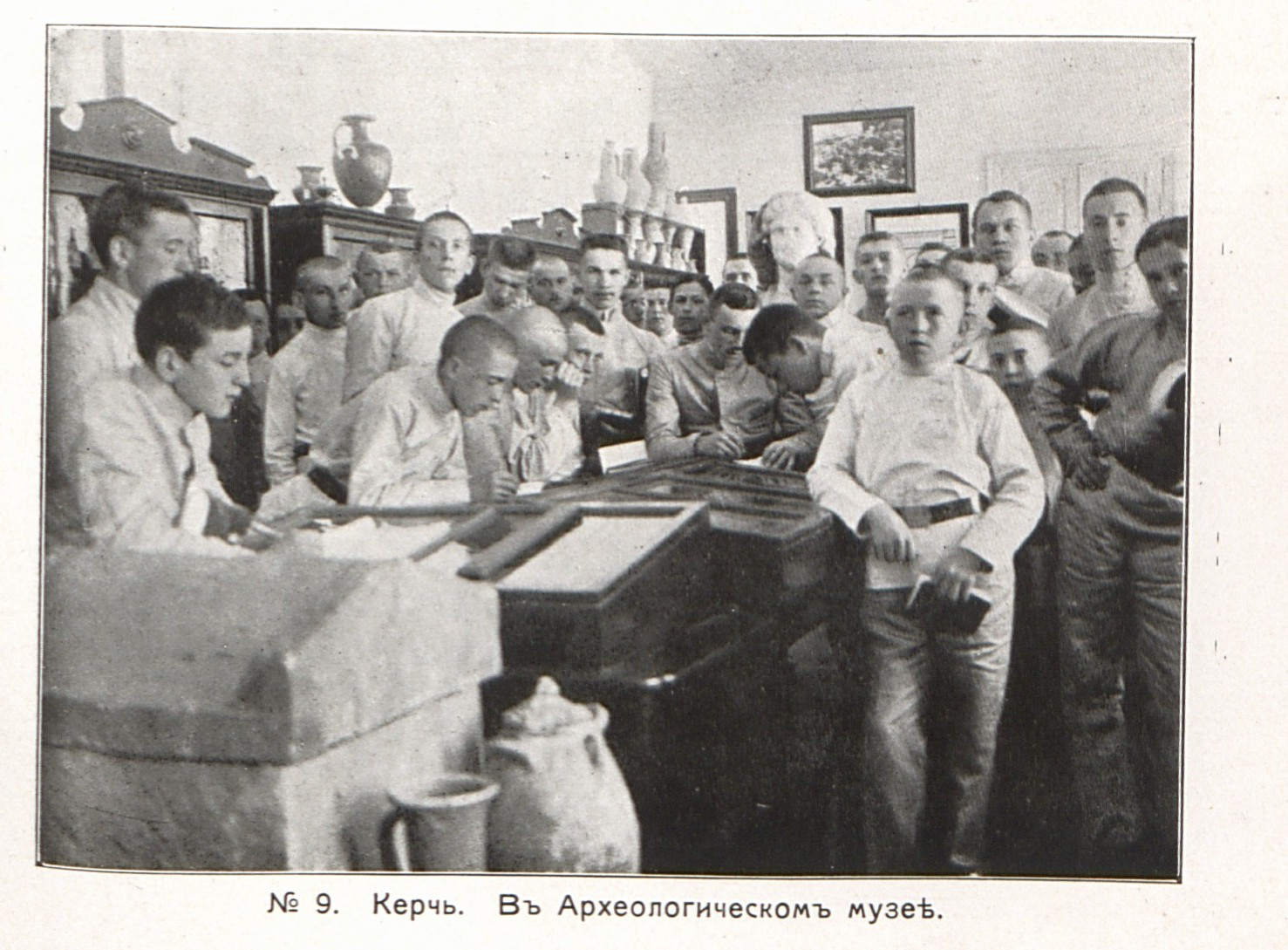
En 1912,
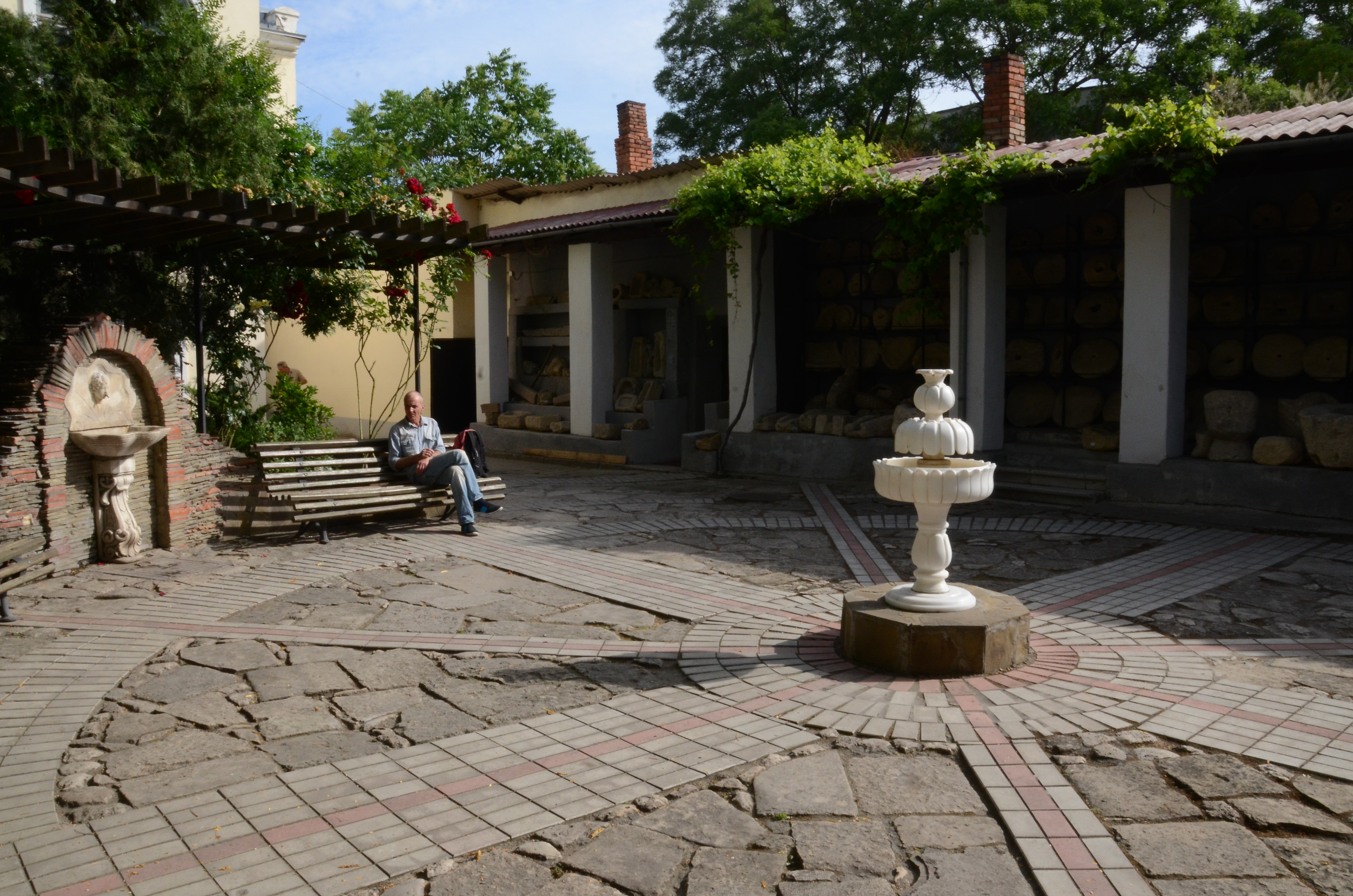
dans la cour
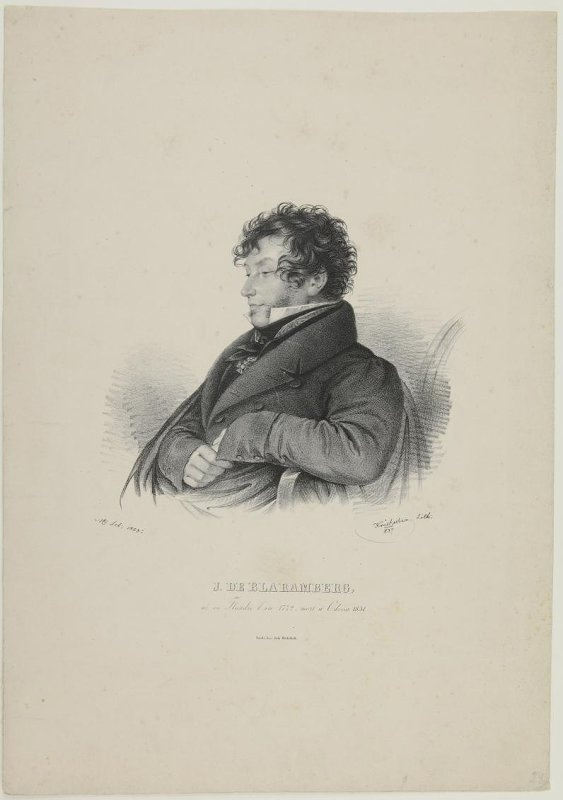
I. Blaramberg.
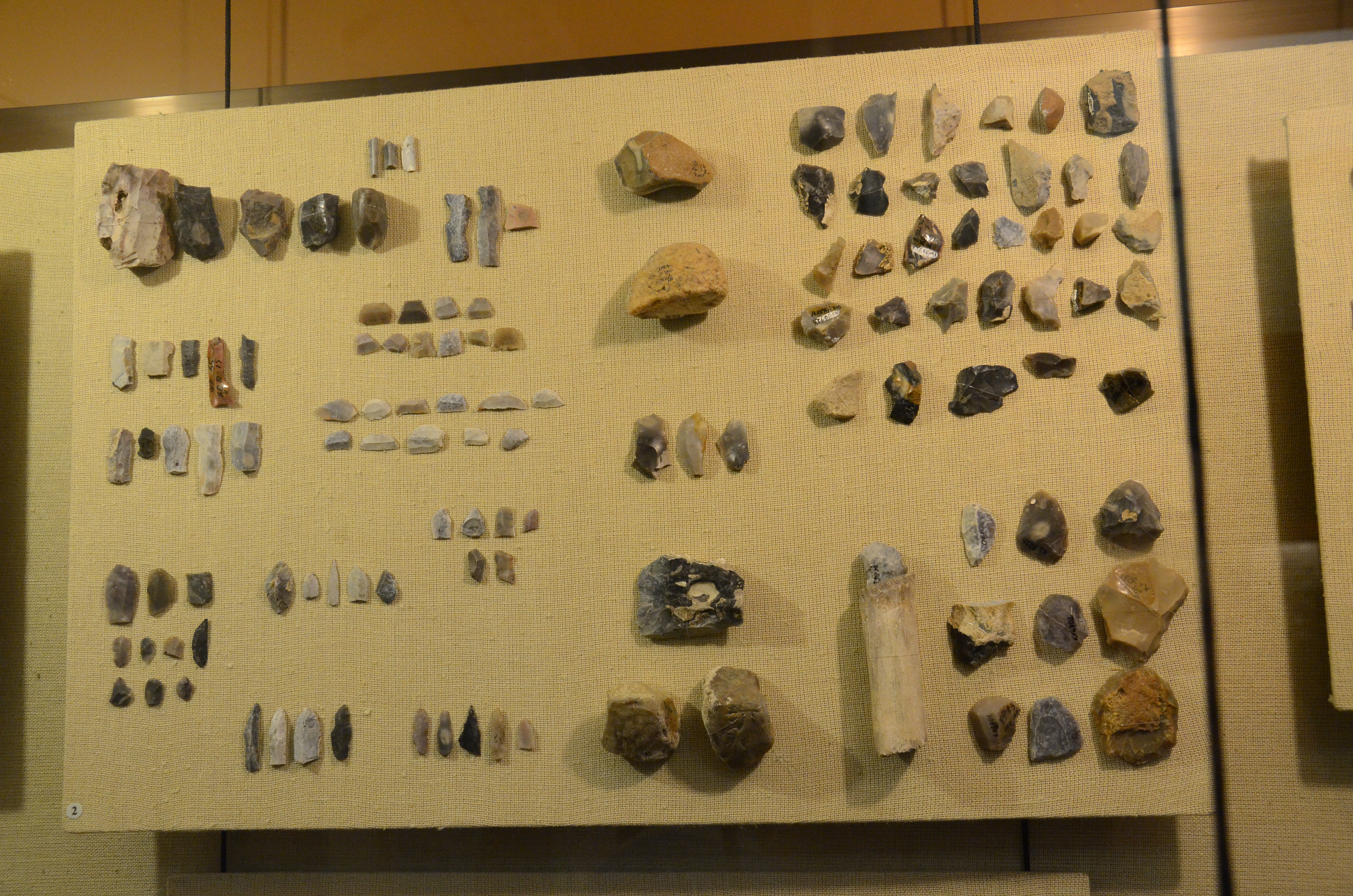
Objets lithiques.
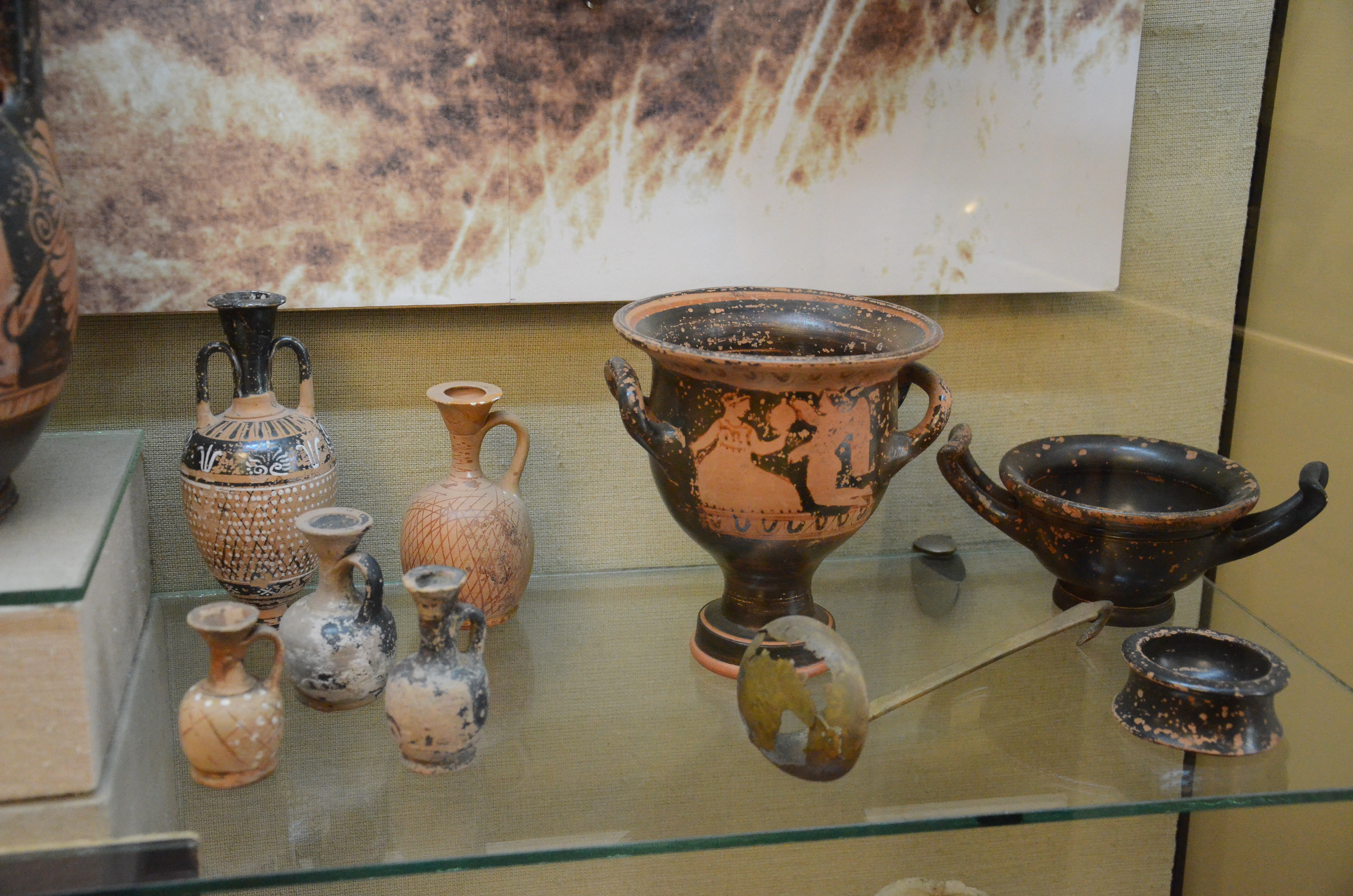
Vases grecs.
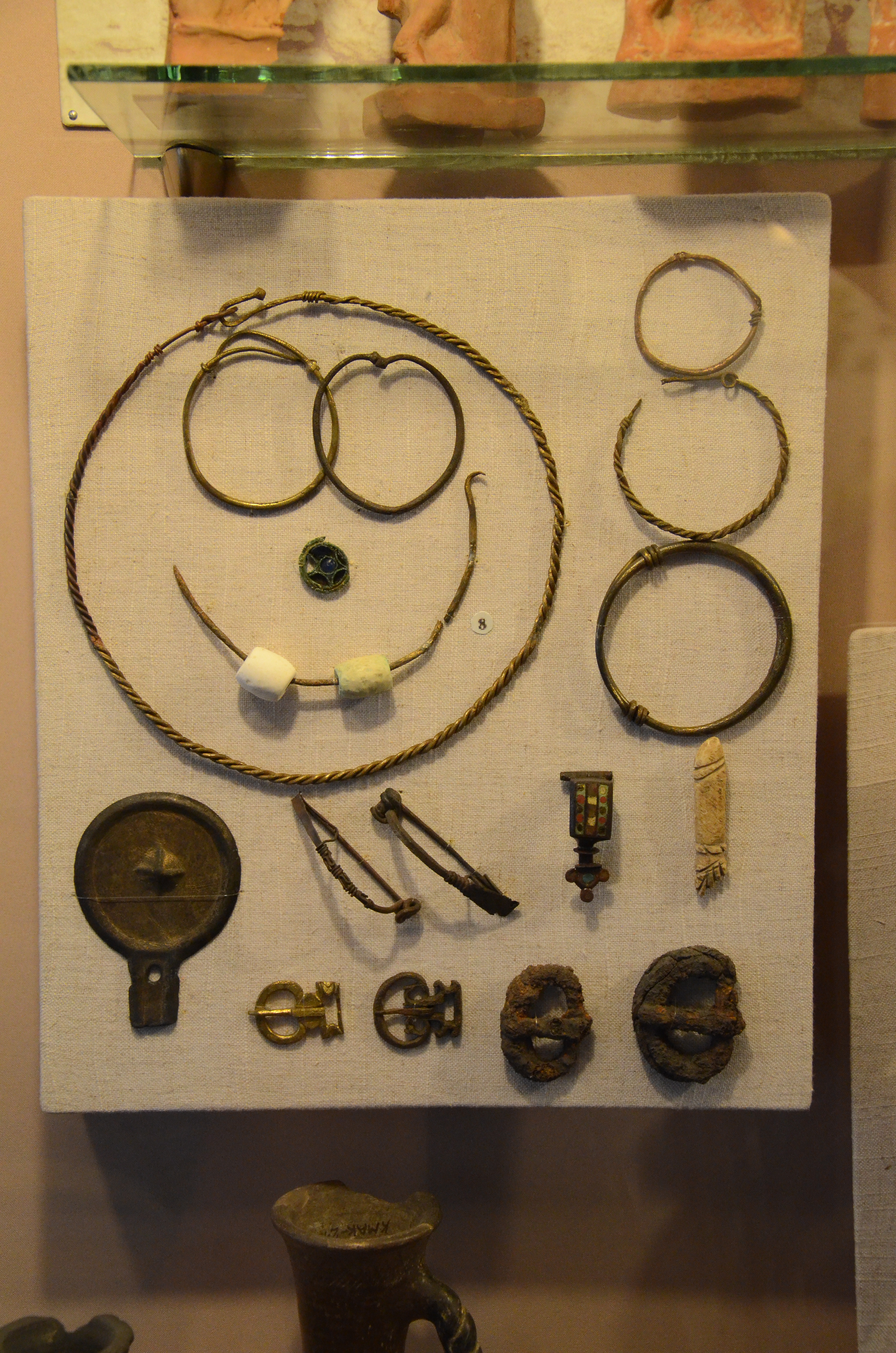
Torque et bracelets.
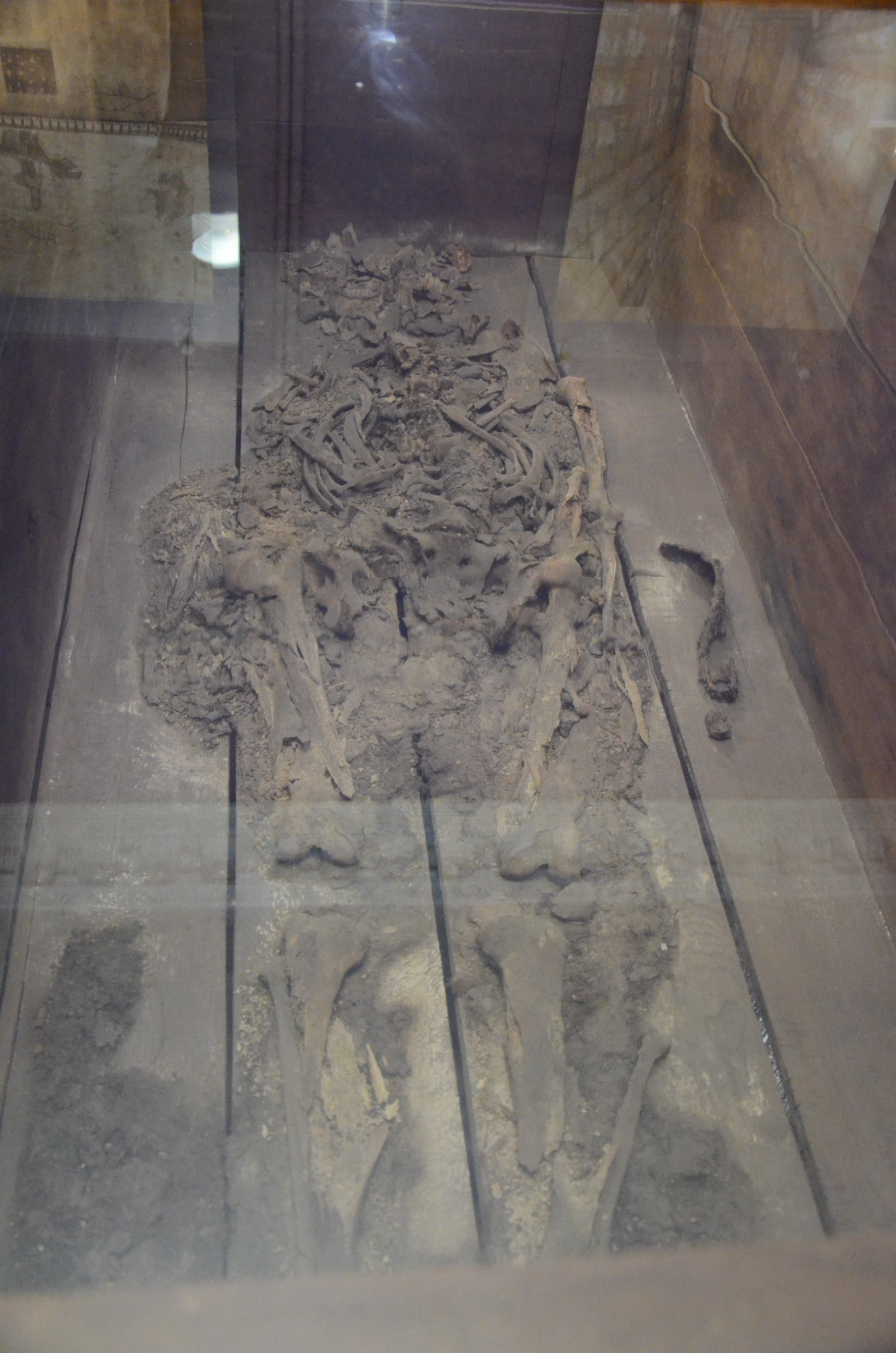
Sépulture.
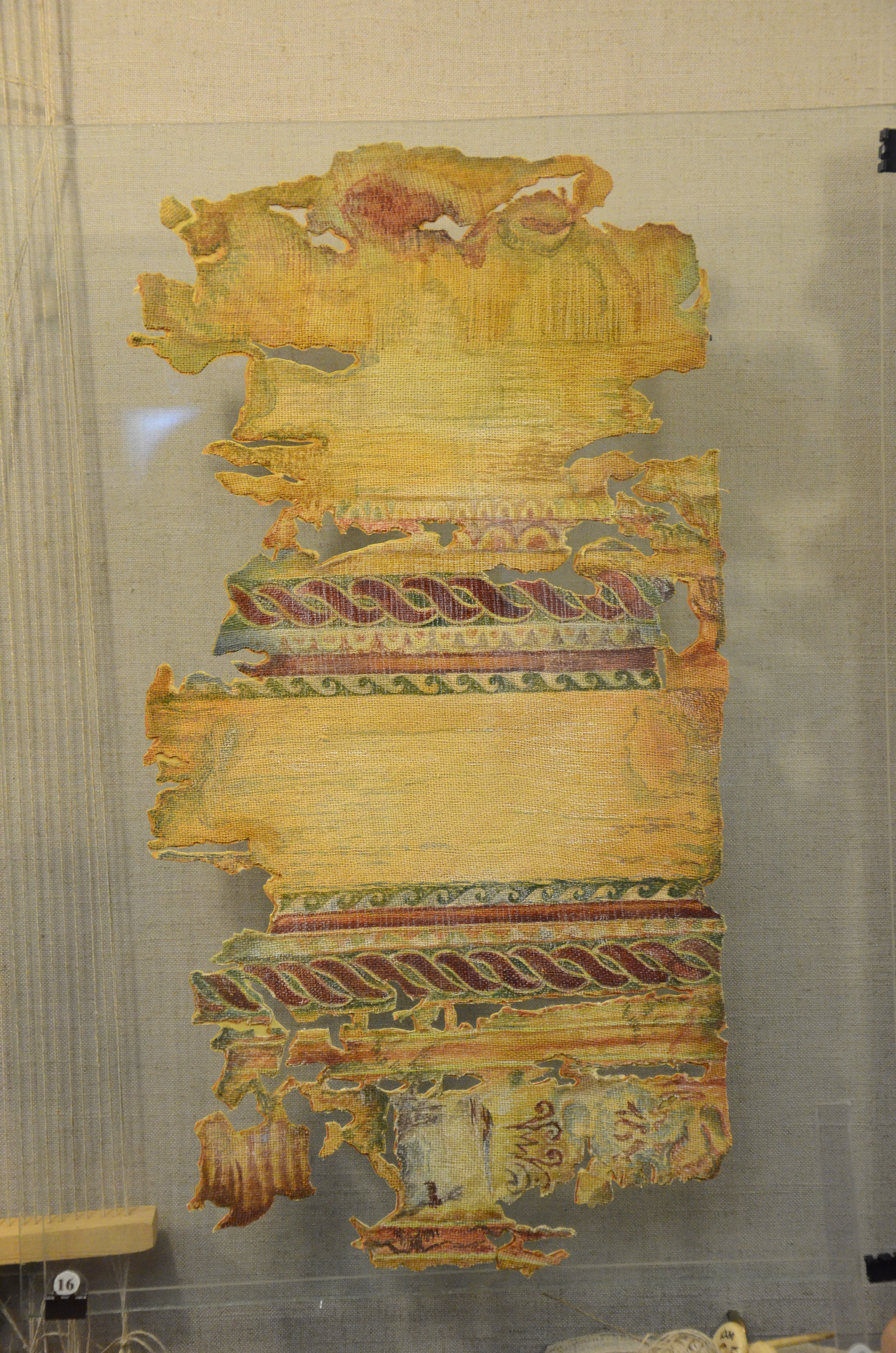
Tissus.